# Рубель, Тахуния
Тахуния Рубель (ивр. טהוניה רובל‎; англ. Tahounia Rubel; род. 20 февраля 1988) — израильская топ-модель.
Победительница пятого сезона реалити-шоу «А-ах а-гадоль» (израильской версии шоу «Большой брат»).

## Биография
Тахуния Рубель родилась в городе Гондэр, Эфиопия. По происхождению Рубель эфиопская еврейка. Перебралась с семьёй в Израиль в трёхлетнем возрасте в ходе известной операции «Соломон».